# 3823-as busz
A 3823-as jelzésű autóbuszvonal egy Hidasnémeti és Tornyosnémeti között húzódó helyközi vonal, amelyet a Volánbusz Zrt. üzemeltet munka- és tanévi hétfő előtti munkaszüneti napon.

## Útvonala
Hidasnémeti vasútállomásától indul. Néhány járat érinti a falu iskoláját, a többi a vasútállomás bejárati út megálló felé kanyarodik a 3-as főútra, Tornyosnémeti és a szlovák határ felé kezd el hajtani. 2 kilométer alatt el is éri a községet, a határátkelőnél található országhatár nevet viselő fordulóig közlekedik az a néhány indítás.
Ellentétes irányban útvonala változatlan.

## Közlekedése
Indításszáma átlagos, a faluba ez az egyetlen mód, hogy tömegközlekedéssel el lehessen jutni. Hidasnémetiben vasúti kapcsolat biztosított minden esetben Miskolc felé és felől.
| Viszonylat                            | Indításszám     | Közlekedési rend                                        |
| ------------------------------------- | --------------- | ------------------------------------------------------- |
| Hidasnémeti, vá. – Tornyosnémeti, oh. | 8 oda, 7 vissza | munkanapokon                                            |
| Hidasnémeti, vá. – Tornyosnémeti, oh. | 1 vissza        | jún 22. – júl. 1 között tanítási napokon                |
| Hidasnémeti, vá. – Tornyosnémeti, oh. | 1 vissza        | tanszünetben munkanapokon, kiv. jún 22. – júl. 1 között |
| Hidasnémeti, vá. – Tornyosnémeti, oh. | 1 pár           | tanévben hétfő előtti munkaszüneti nap                  |

## Megállóhelyei
| 0                                                               | Hidasnémeti, vasútállomás végállomás  | 0.0 km | 3723, 3822, 3824, 3825, 3826, 3929 Hernád nemzetközi InterCity, személyvonat, vonatpótló – Hidasnémeti [90/98.] |
| 1                                                               | Hidasnémeti, vasútállomás bejárati út | 0.4 km | 3723, 3824, 3825, 3826, 3929                                                                                    |
| Tanítási napokon 3, tanszünetben munkanapokon 2 indítás érinti. |                                       |        | |
| ∫                                                               | Hidasnémeti, iskola                   | ∫      | 3822 |
| 2                                                               | Tornyosnémeti, Fő utca 99.            | 2.0 km | – |
| 3                                                               | Tornyosnémeti, községháza             | 2.7 km | – |
| 4                                                               | Tornyosnémeti, vasúti átjáró          | 3.0 km | – |
| 5                                                               | Tornyosnémeti, országhatár végállomás | 3.9 km | – |